# Mid Airlines
Mid Airlines ist eine sudanesische Regionalfluggesellschaft mit Sitz in Khartum und Basis auf dem Flughafen Khartum.

## Geschichte
Mid Airlines wurde 2002 gegründet und nahm den Betrieb mit drei von Norwegian Air Shuttle übernommenen Fokker 50 auf.

## Flugziele
Mid Airlines bedient von Khartum aus Charterflüge innerhalb und außerhalb des Sudans.

## Flotte
Im Jahre 2022 besteht die Flotte der Mid Airlines aus folgenden Flugzeugtypen.
- Boeing 737-300 – 140 bis 160 Sitzplätze
- Fokker 50            – Cargo oder 50 Sitzplätze
- Let 410          – 17 Sitzplätze
- Beechcraft 1900C – 19 Sitzplätze
- Antonow 12       – Cargo
- Antonow 26       – Cargo
- Antonow 32       – Cargo

## Zwischenfälle

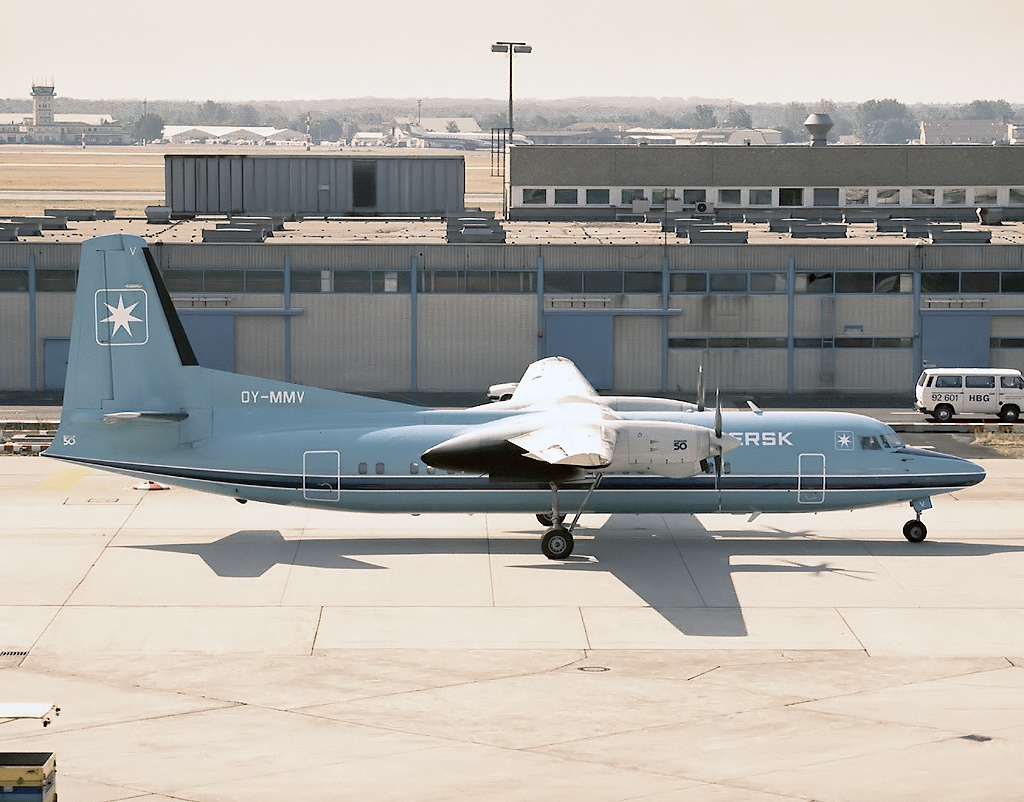
Die von Zwischenfall betroffene Fokker 50 am Flughafen Frankfurt Main 1994 mit der Bemalung des vormaligen Besitzers Maersk Air

Die Mid Airlines verzeichnete in ihrer Geschichte keine Zwischenfälle mit Todesopfern, aber ein Flugzeug musste abgeschrieben werden:
- Am 16. Juni 2003 kam eine Fokker 50 (Luftfahrzeugkennzeichen ST-ARA) beim Start am Flughafen Khartum von der Piste ab, es wurden drei Passagiere verletzt und das Flugzeug musste abgeschrieben werden.[4]